# The Face (Kletterroute)
The Face (teilweise auch nur: Face), nach dem englischen Wort für Gesicht, ist eine Kletterroute im Altmühltal im Südlichen Frankenjura. Die am Schnellneckkopf am Rhein-Main-Donau-Kanal in der Nähe von Altessing gelegene Route wurde 1983 von Jerry Moffatt zuerst begangen und mit dem Schwierigkeitsgrad UIAA X- bewertet. Bereits vorher konnten die Einzelzüge von Wolfgang Fietz geklettert werden. Es war deutschlandweit das erste Mal und weltweit das zweite Mal (nach der im selben Jahr in Schottland erstbegangenen Route Requiem von Dave Cuthbertson), dass eine Route mit diesem Grad bewertet wurde. Die erste Wiederholung gelang Stefan Glowacz 1983 nach zahlreichen Versuchen. 2001 kletterte mit Marietta Uhden erstmals eine Frau die Route.
Die etwa 20 Meter lange Route verläuft durch eine senkrechte, teilweise leicht überhängende Platte und gilt als technisch extrem anspruchsvoll.